# Nuri Şahin
Nuri Şahin (Lüdenscheid, Alemania, 5 de septiembre de 1988) es un entrenador y exfutbolista turco-alemán. Actualmente está sin club, tras ser despedido del Borussia Dortmund. 
Estudió el máster en Gestión Deportiva en la Universidad de Harvard.

## Carrera como jugador

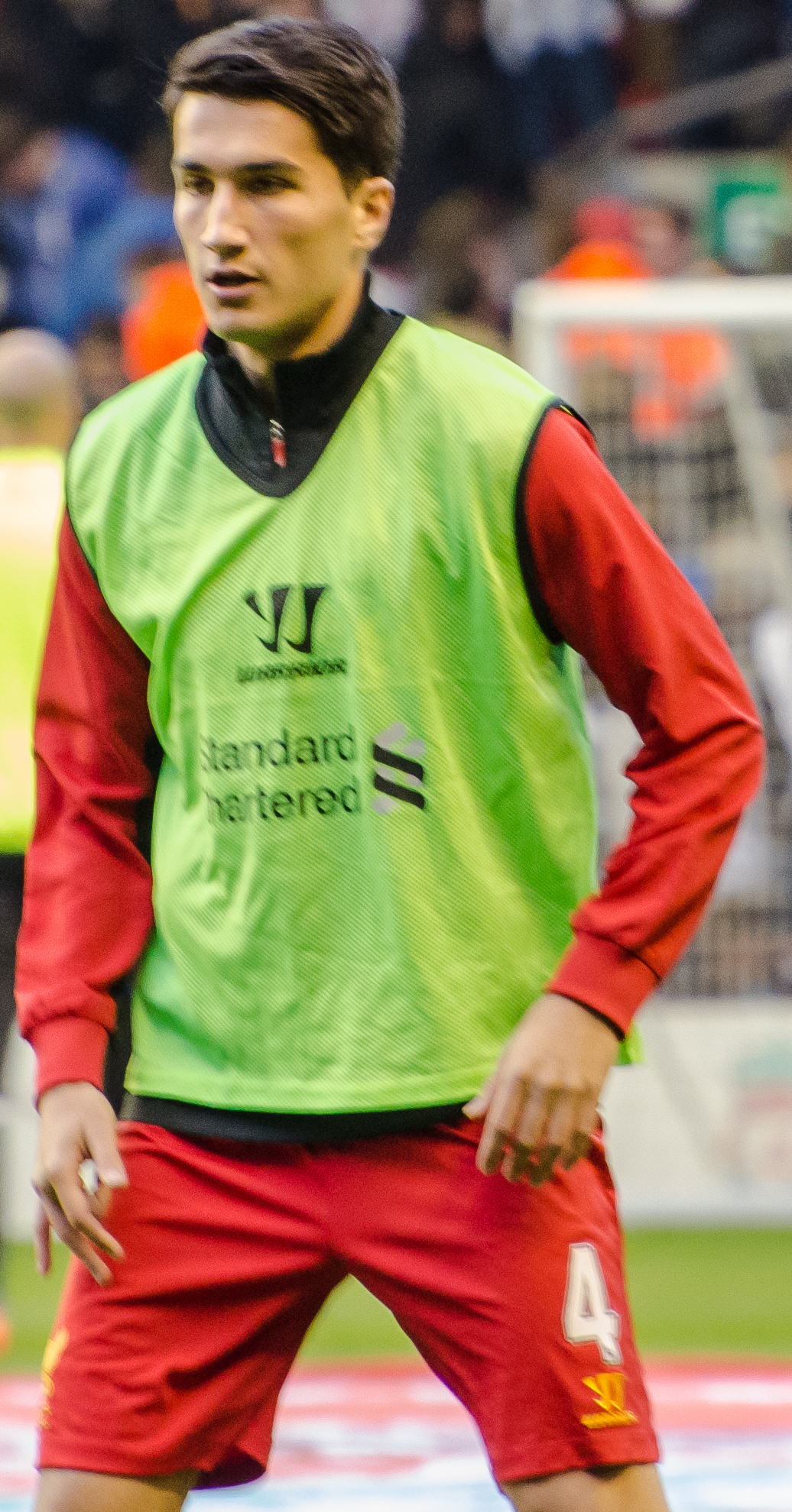
Nuri Sahin jugando para Liverpool

Şahin nació en 1988 en Lüdenscheid, una ciudad cercana a Dortmund. Su carrera comenzó al fichar por un pequeño club, el RSV Meinerzhagen; pero al poco tiempo fue descubierto por el Borussia Dortmund. 

### Borussia Dortmund
Sahin debutó en la Bundesliga el 6 de agosto de 2005 contra el VfL Wolfsburgo. Tenía 16 años y 335 días y se convirtió por lo tanto en el jugador más joven en debutar en la liga alemana. Al poco tiempo, Şahin instauró un nuevo récord al convertirse en el jugador más joven en marcar en la Bundesliga, el 26 de noviembre, tres meses después de jugar su partido debut.
El 30 de abril de 2011 el Borussia Dortmund se proclamó campeón de la Bundesliga Alemana ganando 2-0 ante su rival el Núrenberg combinándose con la derrota también por 1-0 del Bayer Leverkusen ante el F. C. Colonia de esta manera gana su primer título de liga con el Borussia Dortmund a falta de dos fechas para cerrar el campeonato en el que no pudo seguir participando a causa de una lesión. En el año 2011 Nuri fue proclamado el jugador más prometedor según la UEFA con el 57 % de las votaciones.

### Feyenoord Róterdam
El 5 de julio de 2007, Sahin fue transferido al Feyenoord en un acuerdo a préstamo por un año, donde se volvió a encontrar con Bert van Marwijk, su exentrenador en el Borussia Dortmund.Tuvo 34 apariciones, 6 goles y 5 asistencias en la Eredivisie y Copa de Holanda.

### Real Madrid
El 9 de mayo de 2011, tras semanas de especulaciones, Şahin anunció su salida de Dortmund y poco después firmó un contrato de seis años con el Real Madrid. Hizo su debut oficial como suplente en la goleada por 7-1 a Osasuna en noviembre de 2011, ya que había estado fuera de juego por problemas de lesiones desde agosto de ese mismo año.

### Liverpool
El 25 de agosto de 2012 el Real Madrid C. F. y el Liverpool F. C. llegaron a un acuerdo para la cesión del jugador al club inglés.Jugó su primer partido en Anfield contra el Arsenal el 2 de septiembre de 2012 con derrota por 0-2. El 26 de septiembre marcó sus primeros dos goles con la equipación del Liverpool en la antigua Carling Cup (ahora conocida como Capital One Cup) contra el West Bromwich Albion lo cual significó la remontada en el marcador y la victoria para su equipo por 2-1.
El 11 de enero de 2013, se hizo oficial el regreso del jugador al club del que salió en 2011, el Borussia Dortmund.

### Vuelta al Borussia Dortmund
El 14 de enero de 2013, Liverpool anunció que, de acuerdo con todas las partes, había rescindido el contrato de préstamo, y que esto ahora permitiría a Şahin unirse al Borussia Dortmund en calidad de préstamo hasta el final de la temporada 2013-14.El 10 de abril de 2014, el club activó una cláusula en el contrato que le permitía regresar permanentemente por una tarifa que rondaría los 7 millones de euros.

### Werder Bremen
El 31 de agosto de 2018 el Werder Bremen hizo oficial su fichaje.Allí estuvo dos temporadas, abandonando el club el 30 de junio de 2020 al término de su contrato.

### Antalyaspor
El 19 de agosto se hizo oficial su fichaje por el Antalyaspor turco por 2 temporadas.El 5 de octubre de 2021, fue nombrado entrenador del club y se le ofreció la oportunidad de desempeñarse como jugador-entrenador.Sin embargo, el 16 de octubre de 2021 se anunció que asumiría exclusivamente el papel de técnico, poniendo así fin a su carrera como jugador.

## Selección nacional
A pesar de haber nacido en Alemania, Şahin decidió jugar para la selección de fútbol de Turquía dado que sus padres emigraron hacia el país alemán provenientes de Kaman, Provincia de Kırşehir.En total, ha jugado 52 partidos y ha anotado dos goles. 
El 8 de octubre de 2005,  hizo su primera aparición en la selección turca cuando entró como suplente en el minuto 85 del partido contra Alemania (partido amistoso) y poco después marcó un gol en el minuto 89 del partido.El entonces entrenador Fatih Terim no lo consideró para la Eurocopa 2008, mientras que en la clasificación para la Eurocopa 2012 solo disputó tres encuentros.
En noviembre de 2011, declaró que no jugaría para la selección nacional mientras estuviera dirigida por Guus Hiddink.Después que Abdullah Avcı se convirtiera en el nuevo entrenador, regresó el 29 de febrero de 2012 después de casi un año en un amistoso contra Eslovaquia.Más tarde, fue convocado para disputar la Eurocopa 2016, aunque solo jugó en la segunda jornada contra España.El 2 de noviembre de 2017, anunció su retiro del seleccionado a través de sus cuentas de Twitter y Facebook.

### Participaciones en Copas del Mundo
| Mundial                          | Sede | Resultado    |
| -------------------------------- | ---- | ------------ |
| Mundial de Fútbol Sub-17 de 2005 | Perú | Cuarto lugar |

### Participaciones en Eurocopas
| Eurocopa               | Sede    | Resultado     |
| ---------------------- | ------- | ------------- |
| Europeo Sub-17 de 2005 | Italia  | Campeón       |
| Eurocopa 2016          | Francia | Primera ronda |

## Carrera como entrenador
En mayo de 2015, Şahin se convirtió en asistente técnico del club de su infancia, el RSV Meinerzhagen, y su hermano Ufuk jugaba para el equipo de la Oberliga.

### Antalyaspor
El 5 de octubre de 2021, Şahin, que hasta entonces había sido jugador del Antalyaspor, fue nombrado entrenador del club tras la destitución de Ersun Yanal.Durante el resto de la temporada, su equipo se embarcó en una racha de partidos invictos desde la jornada 23 hasta el final de la temporada, logrando la permanencia en la máxima categoría y terminando en el séptimo lugar.

### Borussia Dortmund
En diciembre de 2023, dejó su cargo en el club turco para ser asistente técnico de Edin Terzić en el Borussia Dortmund.El 14 de junio de 2024, fue contratado como entrenador del primer equipo y firmó un contrato por tres temporadas.El 22 de enero de 2025, fue relevado de sus funciones después de una serie de malos resultados.

## Estadísticas

### Como jugador

#### Clubes
| Borussia Dortmund · Alemania | 2005-06       | 23  | 1  | 6  | 0  | 0 | 0 | 1  | 0 | 0 | 24  | 1  | 6  |
| Borussia Dortmund · Alemania | 2006-07       | 24  | 0  | 1  | 1  | 0 | 0 | 0  | 0 | 0 | 25  | 0  | 1  |
| Borussia Dortmund · Alemania | Total club    | 47  | 1  | 7  | 1  | 0 | 0 | 1  | 0 | 0 | 49  | 1  | 7  |
| Feyenoord · Países Bajos     | 2007-08       | 29  | 6  | 5  | 5  | 0 | 0 | 0  | 0 | 0 | 34  | 6  | 5  |
| Feyenoord · Países Bajos     | Total club    | 29  | 6  | 5  | 5  | 0 | 0 | 0  | 0 | 0 | 34  | 6  | 5  |
| Borussia Dortmund · Alemania | 2008-09       | 25  | 2  | 6  | 2  | 0 | 1 | 1  | 0 | 0 | 28  | 2  | 7  |
| Borussia Dortmund · Alemania | 2009-10       | 33  | 4  | 8  | 3  | 2 | 1 | 0  | 0 | 0 | 36  | 6  | 9  |
| Borussia Dortmund · Alemania | 2010-11       | 30  | 6  | 8  | 2  | 0 | 1 | 8  | 2 | 4 | 40  | 8  | 13 |
| Borussia Dortmund · Alemania | Total club    | 88  | 12 | 22 | 7  | 2 | 3 | 9  | 2 | 4 | 104 | 16 | 29 |
| Real Madrid C. F. · España   | 2011-12       | 4   | 0  | 0  | 2  | 1 | 1 | 4  | 0 | 0 | 10  | 1  | 1  |
| Real Madrid C. F. · España   | Total club    | 4   | 0  | 0  | 2  | 1 | 1 | 4  | 0 | 0 | 10  | 1  | 1  |
| Liverpool F. C. Inglaterra   | 2012-13       | 7   | 1  | 2  | 1  | 2 | 0 | 4  | 0 | 1 | 12  | 3  | 3  |
| Liverpool F. C. Inglaterra   | Total club    | 7   | 1  | 2  | 1  | 2 | 0 | 4  | 0 | 1 | 12  | 3  | 3  |
| Borussia Dortmund · Alemania | 2012-13       | 15  | 3  | 3  | 0  | 0 | 0 | 3  | 0 | 0 | 18  | 3  | 3  |
| Borussia Dortmund · Alemania | 2013-14       | 34  | 2  | 3  | 5  | 0 | 0 | 9  | 0 | 0 | 48  | 2  | 3  |
| Borussia Dortmund · Alemania | 2014-15       | 7   | 1  | 0  | 0  | 0 | 0 | 2  | 0 | 1 | 9   | 1  | 1  |
| Borussia Dortmund · Alemania | 2015-16       | 9   | 0  | 2  | 0  | 0 | 0 | 3  | 0 | 0 | 12  | 0  | 2  |
| Borussia Dortmund · Alemania | 2016-17       | 5   | 0  | 0  | 1  | 0 | 0 | 3  | 1 | 1 | 12  | 0  | 2  |
| Borussia Dortmund · Alemania | 2017-18       | 18  | 2  | 3  | 3  | 0 | 0 | 4  | 0 | 0 | 25  | 2  | 3  |
| Borussia Dortmund · Alemania | Total club    | 88  | 8  | 11 | 9  | 0 | 0 | 24 | 1 | 2 | 121 | 9  | 13 |
| Werder Bremen · Alemania     | 2018-19       | 20  | 1  | 1  | 3  | 0 | 0 | 0  | 0 | 0 | 23  | 1  | 1  |
| Werder Bremen · Alemania     | 2019-20       | 16  | 0  | 3  | 1  | 0 | 1 | 0  | 0 | 0 | 17  | 0  | 4  |
| Werder Bremen · Alemania     | Total club    | 36  | 1  | 4  | 4  | 0 | 1 | 0  | 0 | 0 | 40  | 1  | 5  |
| Antalyaspor Turquía          | 2020-21       | 36  | 0  | 4  | 6  | 0 | 0 | 0  | 0 | 0 | 42  | 0  | 4  |
| Antalyaspor Turquía          | 2021-22       | 8   | 0  | 0  | 0  | 0 | 0 | 0  | 0 | 0 | 8   | 0  | 0  |
| Antalyaspor Turquía          | Total club    | 44  | 0  | 4  | 6  | 0 | 0 | 0  | 0 | 0 | 50  | 0  | 4  |
| Total carrera                | Total carrera | 343 | 29 | 55 | 35 | 5 | 5 | 42 | 3 | 7 | 420 | 37 | 67 |
| 1. 2. 3.                     |               |     |    |    |    |   |   |    |   |   |     |    |    |

#### Selección
| Selección | Temporada | Amistosos | Amistosos | Amistosos | Eliminatorias | Eliminatorias | Eliminatorias | Eurocopa | Eurocopa | Eurocopa | Total | Total | Total  |
| Selección | Temporada | Part.     | Goles     | Asist.    | Part.         | Goles         | Asist.        | Part.    | Goles    | Asist.   | Part. | Goles | Asist. |
| --------- | --------- | --------- | --------- | --------- | ------------- | ------------- | ------------- | -------- | -------- | -------- | ----- | ----- | ------ |
| Turquía   | 2005      | 1         | 1         | 0         | -             | -             | -             | -        | -        | -        | 1     | 1     | 0      |
| Turquía   | 2006      | 8         | 0         | 0         | 1             | 0             | 0             | -        | -        | -        | 9     | 0     | 0      |
| Turquía   | 2007      | 1         | 0         | 0         | -             | -             | -             | -        | -        | -        | 1     | 0     | 0      |
| Turquía   | 2008      | 2         | 0         | 1         | 2             | 0             | 0             | -        | -        | -        | 4     | 0     | 1      |
| Turquía   | 2009      | 3         | 0         | 0         | 2             | 0             | 0             | -        | -        | -        | 5     | 0     | 0      |
| Turquía   | 2010      | 4         | 0         | 0         | 1             | 0             | 0             | -        | -        | -        | 5     | 0     | 0      |
| Turquía   | 2011      | 0         | 0         | 0         | 1             | 0             | 0             | -        | -        | -        | 1     | 0     | 0      |
| Turquía   | 2012      | 7         | 1         | 1         | 4             | 0             | 0             | -        | -        | -        | 11    | 1     | 1      |
| Turquía   | 2013      | 3         | 0         | 1         | 3             | 0             | 0             | -        | -        | -        | 6     | 0     | 1      |
| Turquía   | 2014      | 3         | 0         | 0         | -             | -             | -             | -        | -        | -        | 3     | 0     | 0      |
| Turquía   | 2015      | -         | -         | -         | -             | -             | -             | -        | -        | -        | 0     | 0     | 0      |
| Turquía   | 2016      | 3         | 0         | 0         | -             | -             | -             | 1        | 0        | 0        | 4     | 0     | 0      |
| Turquía   | 2017      | 0         | 0         | 0         | 2             | 0             | 0             | -        | -        | -        | 2     | 0     | 0      |
| Total     | Total     | 35        | 2         | 3         | 16            | 0             | 0             | 1        | 0        | 0        | 52    | 2     | 3      |

#### Resumen estadístico
| Competición           | Partidos | Goles | Asistencias |
| --------------------- | -------- | ----- | ----------- |
| Liga                  | 294      | 29    | 51          |
| Copas nacionales      | 26       | 5     | 5           |
| Copas internacionales | 45       | 3     | 7           |
| Selección absoluta    | 52       | 2     | 3           |
| Sub-21                | 11       | 4     | ?           |
| Sub-18                | 6        | 0     | ?           |
| Sub-17                | 21       | 5     | ?           |
| Sub-16                | 2        | 0     | ?           |
| Total                 | 457      | 48    | 66          |

### Como entrenador
| Equipo                       | Div.                | Temporada           | Liga | Liga | Liga | Liga | Liga |    | Copa | Copa | Copa | Copa |   | Internacional | Internacional | Internacional | Internacional | Internacional |   | Otros | Otros | Otros | Otros |    | Totales     | Totales | Totales | Totales | Totales | Totales | Totales | Totales | Totales |
| Equipo                       | Div.                | Temporada           | PD   | G    | E    | P    | Pos. | PD | G    | E    | P    | PD   | G | E             | P             | Pos.          | PD            | G             | E | P     | PD    | G     | E     | P  | Rendimiento | GF      | GC      | Dif.    |         |         |         |         |         |
| ---------------------------- | ------------------- | ------------------- | ---- | ---- | ---- | ---- | ---- | -- | ---- | ---- | ---- | ---- | - | ------------- | ------------- | ------------- | ------------- | ------------- | - | ----- | ----- | ----- | ----- | -- | ----------- | ------- | ------- | ------- | ------- | ------- | ------- | ------- | ------- |
| Antalyaspor Turquía          | 1.ª                 | 2021-22             | 30   | 14   | 9    | 7    | 7.º  | 5  | 4    | 0    | 1    | -    | - | -             | -             | -             | 1             | 0             | 1 | 0     | 36    | 18    | 10    | 8  | 59.26%      | 60      | 39      | +21     |         |         |         |         |         |
| Antalyaspor Turquía          | 1.ª                 | 2022-23             | 36   | 11   | 8    | 17   | 13.º | 3  | 2    | 0    | 1    | -    | - | -             | -             | -             | -             | -             | - | -     | 39    | 13    | 8     | 18 | 40.17%      | 50      | 57      | -7      |         |         |         |         |         |
| Antalyaspor Turquía          | 1.ª                 | 2023-24             | 17   | 6    | 6    | 5    | Inc. | 2  | 2    | 0    | 0    | -    | - | -             | -             | -             | -             | -             | - | -     | 19    | 8     | 6     | 5  | 52.64%      | 32      | 20      | +12     |         |         |         |         |         |
| Antalyaspor Turquía          | Total               | Total               | 83   | 31   | 23   | 29   | -    | 10 | 8    | 0    | 2    | -    | - | -             | -             | -             | 1             | 0             | 1 | 0     | 94    | 39    | 24    | 31 | 50%         | 142     | 116     | +26     |         |         |         |         |         |
| Borussia Dortmund · Alemania | 1.ª                 | 2024-25             | 18   | 7    | 4    | 7    | Inc. | 2  | 1    | 0    | 1    | 7    | 4 | 0             | 3             | Inc.          | -             | -             | - | -     | 27    | 12    | 4     | 11 | 49.38%      | 55      | 44      | +11     |         |         |         |         |         |
| Borussia Dortmund · Alemania | Total               | Total               | 18   | 7    | 4    | 7    | -    | 2  | 1    | 0    | 1    | 7    | 4 | 0             | 3             | -             | -             | -             | - | -     | 27    | 12    | 4     | 11 | 49.38%      | 55      | 44      | +11     |         |         |         |         |         |
| Total en su carrera          | Total en su carrera | Total en su carrera | 101  | 38   | 27   | 36   | -    | 12 | 9    | 0    | 3    | 7    | 4 | 0             | 3             | -             | 1             | 0             | 1 | 0     | 121   | 51    | 28    | 42 | 49.86%      | 197     | 160     | +37     |         |         |         |         |         |
| 1. 2. 3.                     |                     |                     |      |      |      |      |      |    |      |      |      |      |   |               |               |               |               |               |   |       |       |       |       |    |             |         |         |         |         |         |         |         |         |

#### Resumen por competiciones
| Competición                  | Partidos | Ganados | Empatados | Perdidos | Ganados % | Mejor resultado  |
| ---------------------------- | -------- | ------- | --------- | -------- | --------- | ---------------- |
| SüperLig                     | 83       | 31      | 23        | 29       | 46.59%    | 7.º lugar        |
| Copa de Turquía              | 10       | 8       | 0         | 2        | 80%       | Cuartos de final |
| Supercopa de Turquía         | 1        | 0       | 1         | 0        | 33.33%    | Subcampeón       |
| Bundesliga                   | 18       | 7       | 4         | 7        | 46.3%     | 10.º lugar       |
| Copa de Alemania             | 2        | 1       | 0         | 1        | 50%       | Segunda ronda    |
| Liga de Campeones de la UEFA | 7        | 4       | 0         | 3        | 57.14%    | Fase de grupos   |
| TOTAL                        | 121      | 51      | 28        | 42       | 49.86%    | Sin títulos      |

## Palmarés

### Como jugador

#### Campeonatos nacionales
| Título                   | Club              | País         | Año  |
| ------------------------ | ----------------- | ------------ | ---- |
| Copa de los Países Bajos | Feyenoord         | Países Bajos | 2008 |
| Bundesliga               | Borussia Dortmund | Alemania     | 2011 |
| Liga de España           | Real Madrid C. F. | España       | 2012 |
| Supercopa de España      | Real Madrid C. F. | España       | 2012 |
| Supercopa de Alemania    | Borussia Dortmund | Alemania     | 2013 |
| Supercopa de Alemania    | Borussia Dortmund | Alemania     | 2014 |
| Copa de Alemania         | Borussia Dortmund | Alemania     | 2017 |